# ديميتريس سيوفاس
ديميتريوس سيوفاس (باليونانية: Δημήτρης Σιόβας؛ المولود 16 سبتمبر 1988) هو لاعب كرة قدم يوناني يلعب حالياً مع هويسكا الإسباني والمنتخب اليوناني كمدافع.
في سنة 2012 بدأ باللعب مع منتخب اليونان لكرة القدم ويبلغ طول اللاعب 191 سم.
انتقل إلى هويسكا في سبتمبر 2020.

## مسيرته

### هويسكا
انتقل سيوفاس إلى هويسكا يوم 17 سبتمبر 2020 بعقد مدته عامان.

## روابط خارجية
- ديميتريس سيوفاس على موقع الاتحاد الدولي (مؤرشف)  (الإنجليزية)
- ديميتريس سيوفاس على موقع الاتحاد الأوربي (الإنجليزية)
- ديميتريس سيوفاس على موقع إي إس بي إن إف سي (الإنجليزية)
- ديميتريس سيوفاس على موقع قاعدة بيانات كرة القدم.إي يو (الإنجليزية)
- ديميتريس سيوفاس على موقع بيانات كرة القدم. دي إي (الألمانية)
- ديميتريس سيوفاس على موقع ناشيونال فوتبول تيمز (الإنجليزية)
- ديميتريس سيوفاس على موقع Soccerbase.com (لاعب) (الإنجليزية)
- ديميتريس سيوفاس على موقع Soccerway.com (الإنجليزية)
- ديميتريس سيوفاس على موقع عالم كرة القدم.نت (الإنجليزية)
- ديميتريس سيوفاس على موقع AS.com (الإسبانية)